# Arquivos da comunidade queer
Os arquivos comunitários queer fazem parte de um grupo mais amplo de arquivos comunitários, os quais são acervos e coleções pessoais geridos por comunidades que buscam registrar e preservar seu patrimônio cultural, fundamentado em vivências, interesses comuns e/ou identidades compartilhadas.  Dessa forma, os arquivos da comunidade queer são coleções que existem para manter o registro histórico da comunidade LGBT e da comunidade queer em geral. O termo arquivos da comunidade queer, também chamados de arquivos gays e lésbicos, refere-se a uma gama diversificada de projetos comunitários, organizações e instituições públicas que mantêm essas histórias.

## Antecedentes e contexto

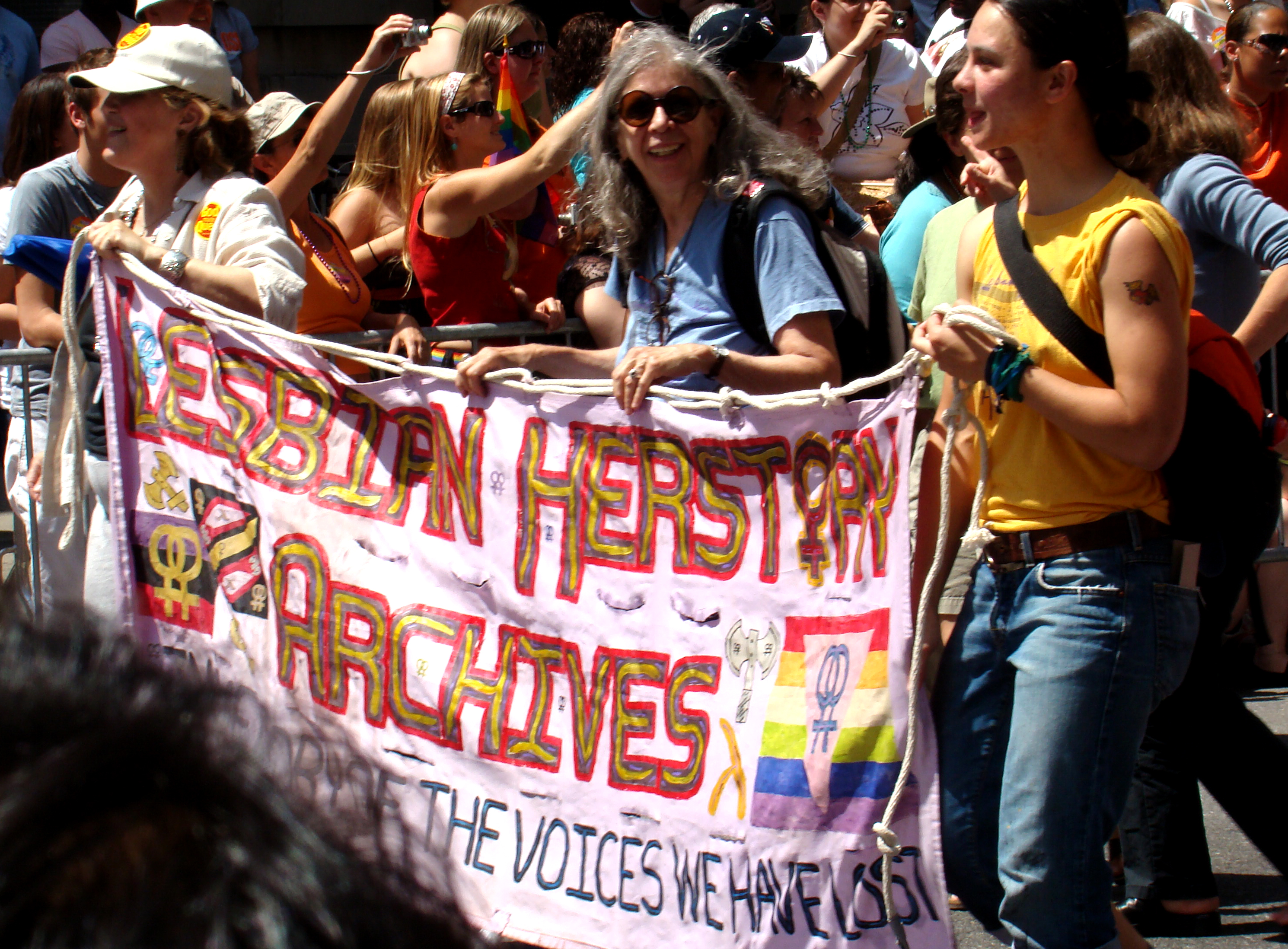
Voluntárias do Lesbian Herstory Archives segurando uma faixa durante a Parada do Orgulho de 2007 na cidade de Nova York.

Como movimento, os arquivos comunitários se distinguem pelo objetivo de registrar histórias que não foram coletadas ou reconhecidas pelas grandes instituições arquivísticas tradicionais.  Envolvem comunidades que coletam, preservam e compartilham materiais que consideram importantes, de maneira que não está necessariamente submetida à supervisão profissional ou vinculada a contextos institucionais formais.  Mais especificamente, arquivos comunitários são definidos como iniciativas geridas e mantidas por um grupo comunitário, como uma organização sem fins lucrativos ou um grupo voluntário, que opera em prol de sua comunidade, coletando e preservando materiais. Esses grupos, organizações e instituições podem atuar de forma independente ou em parceria com outros grupos, incluindo arquivistas e profissionais do patrimônio cultural. 
Arquivos comunitários, especialmente os arquivos comunitários queer, são marcados por um certo grau de independência e afastamento dos arquivos convencionais, com o objetivo claro de corrigir lacunas e distorções presentes nas coleções e instituições tradicionais, decorrentes da ausência de registros de determinados grupos.   Esta é uma forma de activismo arquivístico, e estudos têm demonstrado que estes arquivos são tão valiosos e até mais valiosos para o público do que as colecções tradicionais.  Arquivos ativistas também são conhecidos como arquivos de interferência. Mais relevante do que a posição dos arquivos comunitários queer dentro ou fora de instituições oficiais é o compromisso com uma estratégia mais ampla de promover a visibilidade, igualdade de direitos, respeito social e espaço cultural para pessoas 2SLGBTQ+. 
A maioria dos arquivos da comunidade queer na América do Norte são grupos comunitários independentes ou iniciativas de associações 2SLGBTQ+ com missões mais amplas,  mas também existem como instituições dedicadas ou como coleções pessoais alojadas em espaços privados. Existem aproximadamente 50 arquivos da comunidade queer acessíveis ao público em todo o mundo, com aproximadamente 30 deles localizados nos Estados Unidos, 15 na Europa, 5 no Canadá, 2 no México, 1 na Austrália e 1 na África do Sul.  Essas entidades incluem arquivos e bibliotecas 2SLGBTQ+ independentes, além de coleções significativas e específicas mantidas dentro de organizações e centros comunitários 2SLGBTQ+, cuja principal missão não é a arquivação. 
Os arquivos comunitários queer foram fundamentais e precederam o surgimento dos estudos lésbicos e gays, bem como dos estudos queer, nas universidades ocidentais, mantendo sua importância como centros de apoio à organização comunitária, ao trabalho de história pública, ao ativismo, à produção cultural e à educação popular fora do ambiente universitário.  Estes arquivos acolhem públicos diversos, desde investigadores a activistas, e produtores culturais até ao público em geral, simplesmente curioso. 

## Relação com os arquivos tradicionais
Como os arquivos comunitários queer foram estabelecidos graças ao empenho de numerosos voluntários, ativistas e arquivistas para coletar e preservar materiais que não eram desejados por arquivos universitários, públicos e governamentais, aqueles que cuidam dos arquivos comunitários tendem a desconfiar dos arquivos tradicionais.  Arquivos tradicionais frequentemente utilizam uma linguagem e terminologia que não correspondem à forma como pessoas e comunidades queer se identificam. Por outro lado, os arquivos comunitários queer oferecem aos indivíduos queer a oportunidade de controlar a linguagem utilizada para descrevê-los nos arquivos. O desejo de autonomia e independência traz obstáculos. Principalmente, devido à falta de financiamento, há uma dependência de sacrifício pessoal significativo, seja financeiro, físico ou mental, em nome de ativistas-chave e de uma rede de voluntários cujos compromissos surgem de um grande investimento emocional e político nos arquivos da comunidade queer e no seu impacto. 
Por exemplo, os Arquivos de Histórias Lésbicas (LHA) em Brooklyn valorizam a sua autonomia e sustentabilidade a longo prazo acima do acesso a alguns ou quaisquer fundos públicos.  Problemas financeiros enfrentados pelos Arquivos Internacionais Gays e Lésbicos e pela ONE Inc. convenceram as duas coleções a se fundirem em 1995, tornando-se o ONE National Gay & Lesbian Archives .  No entanto, os Arquivos Nacionais Gays e Lésbicos ONE não foram mantidos por um arquivista tradicional até duas décadas após essa transição.  Devido à falta geral de supervisão profissional, os arquivos da comunidade queer adotam uma série de abordagens nem sempre vistas em arquivos formais e convencionais e, embora seja verdade que muitos arquivos da comunidade queer estão principalmente preocupados com o uso e o acesso, isso não equivale a falhar na preservação de materiais a longo prazo. 

## Origens

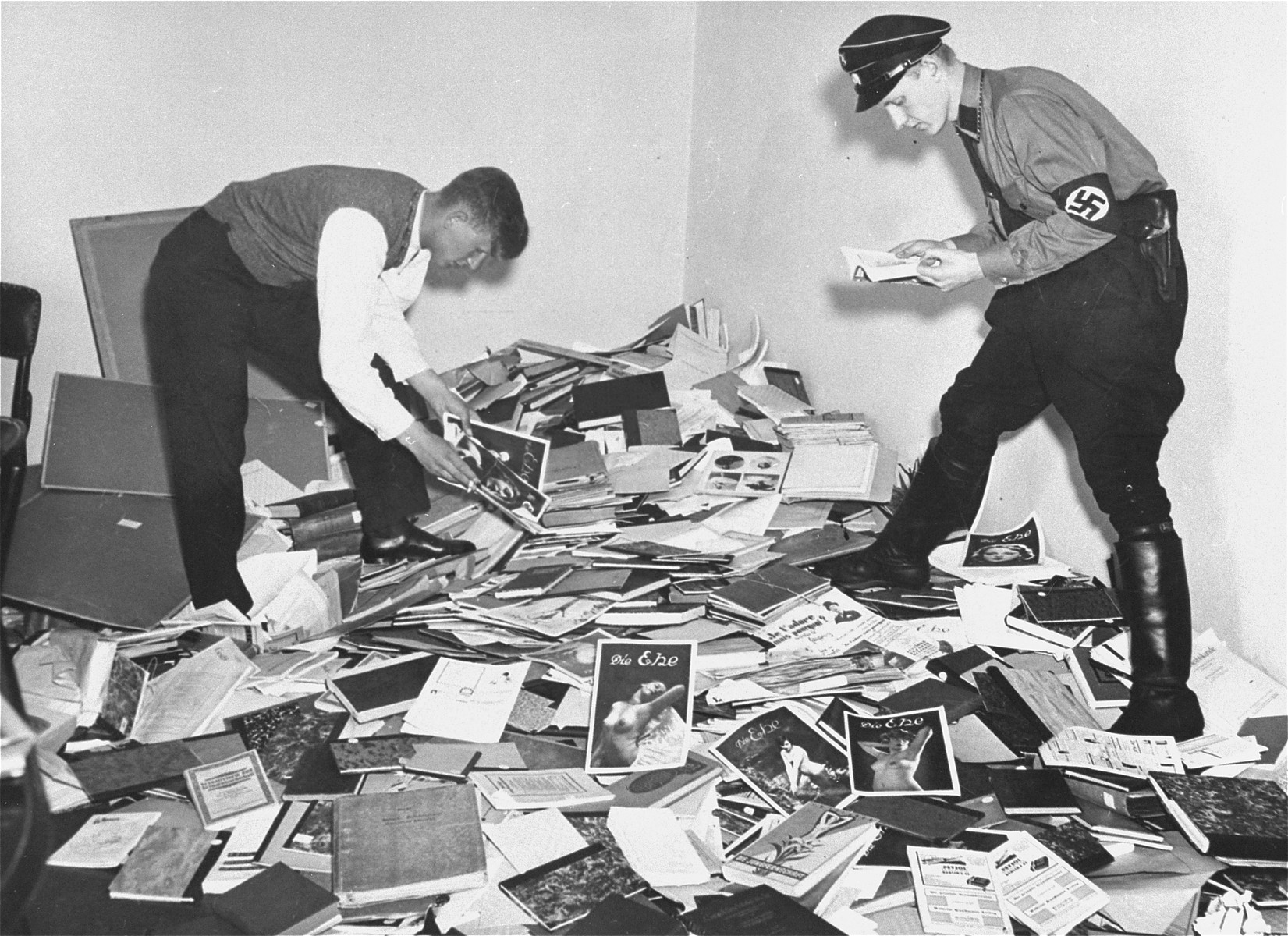
O Partido Nazista saqueia a biblioteca do Dr. Magnus Hirschfeld, Diretor do Instituto de Pesquisa Sexual em Berlim. Os materiais foram carregados em caminhões e levados para queima. A biblioteca pública do Instituto continha aproximadamente 10.000 livros, em sua maioria raros, alemães e estrangeiros, sobre temas de sexo e gênero.

Os arquivos dedicados à comunidade queer tiveram origem e são considerados um resultado do movimento de libertação gay das décadas de 1960 e 1970, quando foram formados os primeiros grupos, organizações e instituições exclusivamente comprometidos com a manutenção dessas coleções. 
Os seguintes arquivos são frutos do período de libertação gay: 
- O Canadian Gay and Lesbian Archives (agora chamado The ArQuives ) foi criado em Toronto em 1973.
- O Lesbian Herstory Archives foi criado no Brooklyn em 1973.
- O Australian Queer Archives foi criado em Melbourne em 1978.
- O Arquivo Nacional Gay e Lésbico foi criado em Los Angeles em 1979.

Um pequeno número de organizações comunitárias queer mais antigas, que possuíam bibliotecas ou arquivos, surgiu do movimento de emancipação homossexual na Europa antes da Segunda Guerra Mundial e do movimento homófilo na Europa e na América do Norte entre o final da década de 1940 e meados da década de 1960:
- O Institut für Sexualwissenschaft (Instituto de Ciências Sexuais) foi fundado em Berlim em 1919.
  - Fundado pelo pioneiro da emancipação homossexual e da emancipação transgênero e sexólogo de renome mundial, Dr. Magnus Hirschfeld, o instituto incluía uma biblioteca de cerca de 12.000 volumes, juntamente com uma coleção de pesquisa de arquivos e artefatos; foi destruído em 1933 no início do regime nazista. . [14]
- O Comitê Científico-Humanitário (Filial da Holanda) foi formado em 1912.
  - Esta organização reuniu uma biblioteca com mais de 4.000 livros queer, antes de ser destruída durante a ocupação nazista da Holanda. O catálogo ainda está disponível, pois foi publicado antes do ataque nazista em 1940. [15] O Centro Internacional de Informação Homo/Lésbica ( IHILA ) trabalhou para reconstituir esta biblioteca perdida.
- O Culture en Ontspannings Centrum ( COC Nederland ) foi formado em Amsterdã em 1946.
  - Este grupo de defesa social manteve um extenso arquivo e biblioteca antes de doar os materiais ao IHLIA em 1980. [15]
- A ONE, Inc. foi fundada em Los Angeles em 1952.
  - Esta organização concentrou-se inicialmente na publicação de uma revista nacional para homossexuais e em 1954 começou a desenvolver uma biblioteca e arquivos, que agora fazem parte do acervo do ONE National Gay & Lesbian Archives . [15]

Além das organizações acima, o historiador LGBT e membro fundador da Sociedade Histórica GLBT, Gerard Koskovich, observa que é provável que algumas das outras organizações homófilas espalhadas pelos Estados Unidos entre meados da década de 1950 e meados da década de 1960 também mantivessem pequenos acervos arquivísticos, mas que a pesquisa para estabelecer isso ainda precisa ser feita. 
O activismo político, o empoderamento comunitário e a mudança social foram todos factores motivadores que sustentaram estes esforços de arquivo baseados na comunidade.  As coleções listadas acima e os arquivos da comunidade queer que foram criados desde então começaram porque indivíduos e/ou comunidades pioneiras perceberam uma falta de representação em seus arquivos locais e bibliotecas públicas e buscaram corrigir essa discriminação. Esses arquivos foram fundados como atos políticos conscientes, vitais para apresentar suas comunidades positivamente à cultura dominante de heteronormatividade e homofobia, ao mesmo tempo em que preservam sua história para as gerações futuras.  Embora muitos indivíduos tivessem coleções privadas de documentos pessoais e objetos efémeros, indivíduos como Gail Land, Jim Kepner e Willie Walker agiram como catalisadores para reunir essas coleções e formar arquivos da comunidade queer. 

## Métodos

### Organizacional
Os arquivos da comunidade queer existentes refletem vários modelos de estrutura, finanças, administração e programação:
- O modelo organizacional mais observado para arquivos da comunidade queer são pequenos arquivos e/ou bibliotecas em organizações 2SLGBTQ+ e/ou centros comunitários, onde as coleções frequentemente refletem a programação. [15]
- Outro modelo organizacional proeminente é o de organizações sem fins lucrativos dedicadas inteiramente à manutenção de arquivos ou bibliotecas queer, como The ArQuives e Lesbian Herstory Archives. [15]
- Um terceiro modelo organizacional representa parcerias entre arquivos tradicionais e organizações LGBTQ+, nas quais as comunidades são envolvidas para avaliar o material e solicitar mais doações. [15]
- Um quarto modelo organizacional que ganhou destaque no século XXI é a criação de coleções especiais dedicadas de materiais 2SLGBTQ+, de propriedade de bibliotecas universitárias ou municipais, que, em contraste com modelos organizacionais mais independentes, têm acesso consistente ao financiamento que permite a aquisição de mais material, garantindo a preservação a longo prazo. [20]

### Práticas de coleta

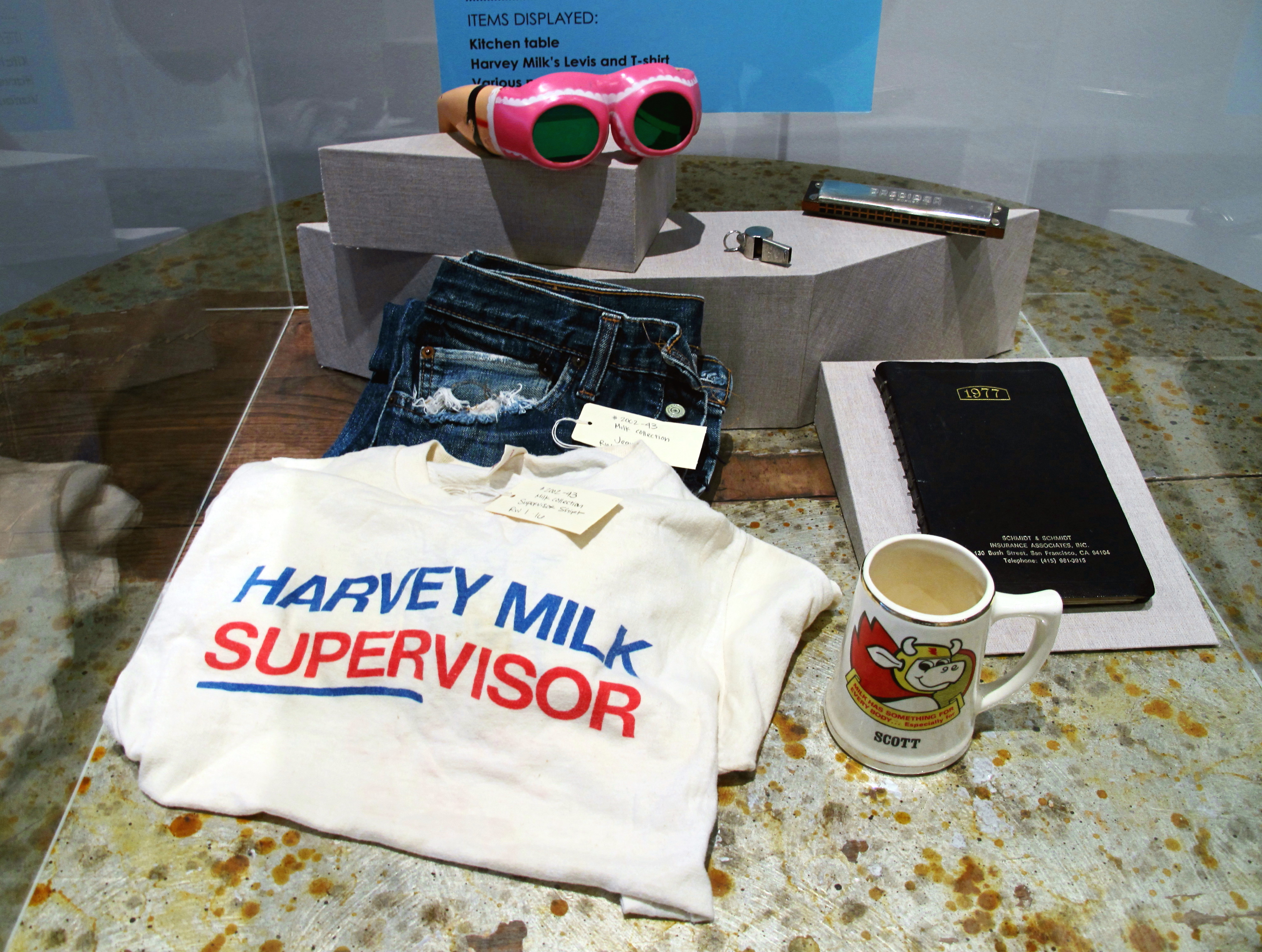
Pertences pessoais de Harvey Milk (1930-1978) em exposição durante a pré-estreia do Museu de História GLBT no Distrito de Castro, em São Francisco.

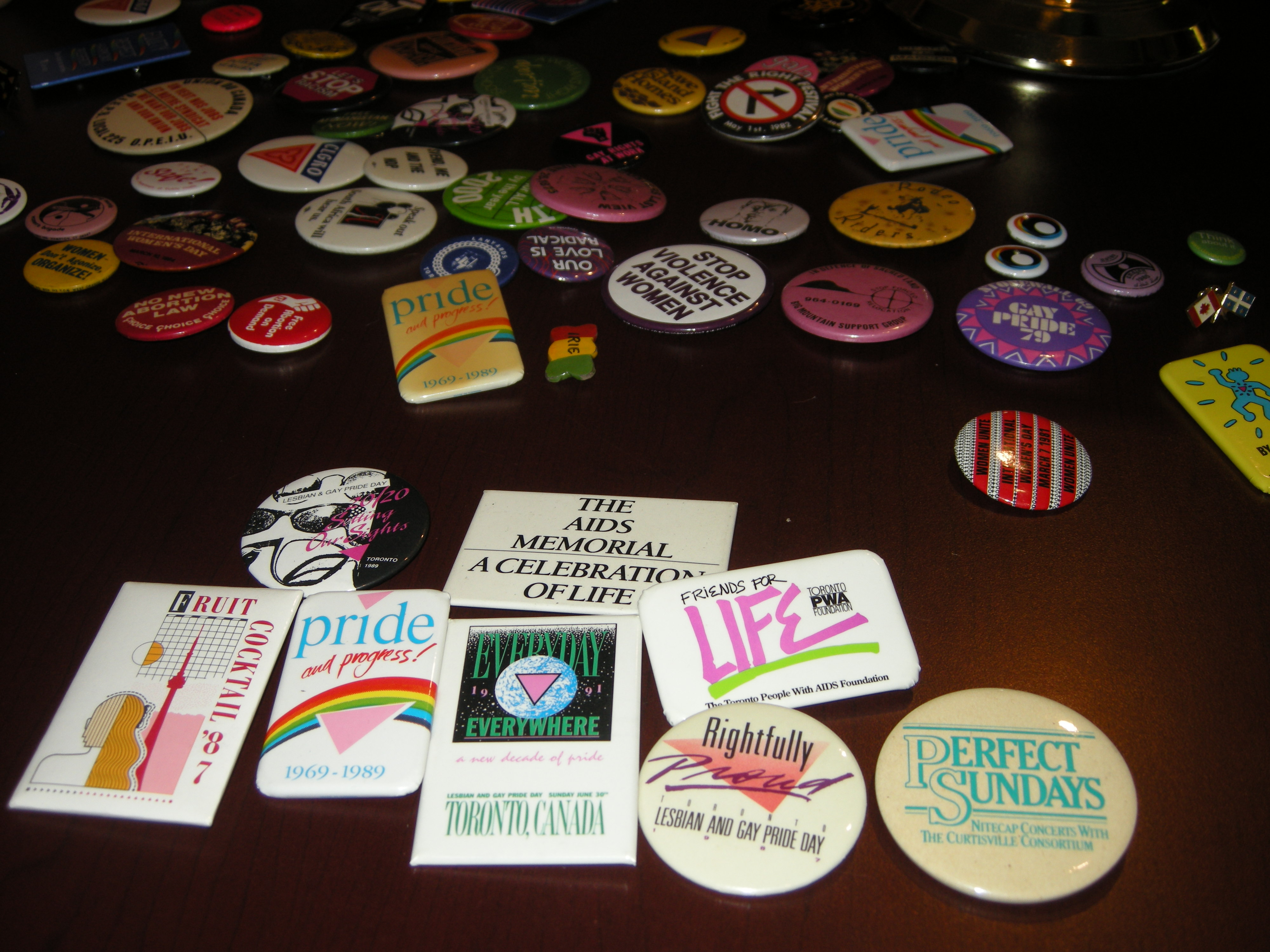
Uma amostra de botões do Arquivo Lésbico e Gay Canadense (agora chamado The ArQuives) em Toronto, Canadá.

A maioria dos arquivos da comunidade queer representa interesses diversos e representa muitas facetas de uma comunidade diversa, enquanto um pequeno número de coleções são mais focadas, como os arquivos comunitários que surgiram do feminismo lésbico e os arquivos dedicados à coleta de materiais específicos de uma subcultura, como o Leather Archives and Museum em Chicago. 
Os arquivos da comunidade queer são caracterizados pelo seu material pouco ortodoxo, uma vez que aceitaram e continuam a aceitar qualquer material que as pessoas queer decidam ser importante para a sua história.  A teórica cultural Ann Cvetkovich descreve como os arquivos tradicionais têm dificuldade em documentar a intimidade, o amor, a sexualidade e o activismo; experiências fundamentais para as pessoas queer. 
Os arquivos da comunidade queer reúnem materiais tradicionais, como documentos pessoais, registros organizacionais e outros materiais impressos, mas também coletam materiais não tradicionais, como livros, periódicos como boletins informativos e fanzines, tecidos como faixas e camisetas impressas, gravações de som, filmes e vídeos, artefatos como botões e brinquedos sexuais, bem como artes gráficas e belas-artes.  A navegação na coleção digital ArQuives revela uma vasta diversidade de materiais em sua posse, incluindo preservativos, quebra-cabeças e etiquetas de identificação.  A história oral é um método significativo na recuperação da história queer e é muito comum em arquivos da comunidade queer no formato de fitas cassete, arquivos de áudio e transcrições, especialmente aqueles que documentam as histórias de pessoas queer de cor. 
Como quase todo o material destes arquivos provém de doações, eles são exemplos de arquivos participativos nos quais os coletivos moldam intencional e ativamente sua história compartilhada.  Devido à natureza participativa dos arquivos da comunidade queer, o conteúdo de cada um é influenciado e reflete os interesses particulares de cada comunidade. 
As coleções podem ser reunidas física ou virtualmente. Um exemplo de arquivo de comunidade queer virtual é o Digital Transgender Archives . O processo de reunir material geograficamente disperso numa coleção digital é chamado de “reunificação virtual” e cria visões fortalecedoras de comunidades que estão dispersas, descentralizadas e fortemente marginalizadas, mesmo dentro dos seus próprios movimentos sociais. 

## Desafios
A crescente visibilidade dos arquivos comunitários provocou críticas por parte dos arquivistas profissionais, alguns dos quais rejeitam os arquivos comunitários devido à sua falta de supervisão profissional.  Arquivos comunitários são uma combinação de dois termos contestados. A descrição deste tipo de colecções com o termo "comunidade" é criticada, uma vez que o termo é utilizado de forma mal definida pelos organismos estatais para denotar alteridade e separação, enquanto a utilização do termo "arquivo" para descrever estas actividades tem recebido vozes profissionais divergentes que desejam manter uma definição estrita e tradicional de arquivos. 
"Arquivos comunitários" é um termo geral que pode abranger uma série de projetos diferentes, desde organizações sem fins lucrativos registradas permanentemente até configurações temporais vagamente definidas de membros da comunidade que buscam preservar sua história. O termo arquivos comunitários deve ser visto como uma descrição externa, em vez de emergir de dentro desses esforços comunitários. 
Além disso, os arquivos da comunidade queer surgiram em grande parte durante um período de crescente visibilidade das pessoas LGBTQ em comunidades não brancas.  Os arquivos da comunidade queer que se desenvolveram sem um compromisso explícito e envolvimento histórico com as comunidades QTBIPOC (Queer e/ou Trans Negras, Indígenas e Pessoas de Cor) podem ter dificuldades em retificar e envolver-se significativamente com essas comunidades fora daquelas dos seus fundadores brancos.  Por exemplo, Syrus Marcus Ware criticou The ArQuives em Toronto, Canadá, por criar uma "narrativa de luta e resistência que começa sempre com a branquitude e que é usada com demasiada frequência ao serviço do homonacionalismo ". 
Por outro lado, vários arquivos da comunidade queer fundados nas décadas de 1970 e 1980 envolveram-se direta e criticamente com questões de raça, género, classe, diversidade de culturas sexuais, língua, cidadania e estatuto de imigração, e questões de interseccionalidade.  Como Koskovich observa, algumas das organizações que tentaram coletar de forma abrangente "estavam comprometidas em documentar a diversidade racial e étnica das comunidades LGBTQ. Na prática, no entanto, evidências da experiência de homens gays brancos cisgênero frequentemente constituíam a maioria das coleções, em parte porque sistemas de privilégio significavam que mais material desse tipo havia sido produzido e preservado em primeiro lugar."
Koskovich acrescenta que "outros arquivos comunitários seguiram o modelo da LHA, buscando abordar tais desafios concentrando-se especificamente em grupos sub-representados. Instituições nesta categoria incluem a National Transgender Library and Archive, que Dallas Denny criou como uma coleção pessoal em 1990 em Tucker, Geórgia, e depois doou em 1993 para o American Educational Gender Information Service, que por sua vez a transferiu para a Labadie Collection na Universidade de Michigan em 2000. Outro exemplo é o Historical Archive of the Latino GLBT History Project, iniciado como uma coleção pessoal por José Gutierrez em Washington, DC, em 1993 e incorporado como uma organização sem fins lucrativos em 2007." 